# Pine Valley (Utah)
Pine Valley – jednostka osadnicza w Stanach Zjednoczonych, w stanie Utah, w hrabstwie Washington.